# Daisurami Bonne
Pour les articles homonymes, voir Bonne.
Daisurami Bonne Rousseau, née le 9 mars 1988 à Guantánamo, est une athlète cubaine spécialiste de sprint. 
Elle est la fille de l'athlète Idalmis Bonne.

## Palmarès
| Date | Compétition                                      | Lieu         | Résultat | Épreuve   | Performance   |
| ---- | ------------------------------------------------ | ------------ | -------- | --------- | ------------- |
| 2008 | Championnats d'Amérique centrale et des Caraïbes | Cali         | 1re      | 4 × 400 m | 3 min 27 s 97 |
| 2009 | Championnats d'Amérique centrale et des Caraïbes | La Havane    | 1re      | 4 × 400 m | 3 min 29 s 94 |
| 2009 | Championnats d'Amérique centrale et des Caraïbes | La Havane    | 3e       | 400 m     | 52 s 31       |
| 2010 | Championnats ibéro-américains                    | San Fernando | 1re      | 400 m     | 52 s 25       |
| 2010 | Championnats ibéro-américains                    | San Fernando | 1re      | 4 × 400 m | 3 min 30 s 73 |
| 2011 | Jeux panaméricains                               | Guadalajara  | 1re      | 4 × 400 m | 3 min 28 s 9  |
| 2011 | Jeux panaméricains                               | Guadalajara  | 2e       | 400 m     | 51 s 69       |
| 2012 | Championnats ibéro-américains                    | Barquisimeto | 1re      | 400 m     | 52 s 27       |
| 2012 | Championnats ibéro-américains                    | Barquisimeto | 2e       | 4 × 400 m | 3 min 29 s 13 |
| 2014 | Jeux d'Amérique centrale et des Caraïbes         | Xalapa       | 1re      | 4 × 400 m | 3 min 29 s 69 |
| 2014 | Jeux d'Amérique centrale et des Caraïbes         | Xalapa       | 2e       | 400 m     | 52 s 49       |